# NGC 1278
NGC 1278 (другие обозначения — IC 1907, UGC 2670, MCG 7-7-65, ZWG 540.105, PGC 12438) — пекулярная эллиптическая галактика (E3) в созвездии Персея. Открыта Генрихом Луи Д'Арре в 1863 году. Описание Дрейера: «довольно яркий, довольно маленький объект круглой формы, более яркий в середине».
Этот объект входит в число перечисленных в оригинальной редакции «Нового общего каталога». При составлении каталога Уильям Гершель был ошибочно указан как открыватель галактики.
В феврале 2016 года в галактике наблюдалась вспышка сверхновой (тип Ia, блеск в максимуме 16,9m), получившей обозначение SN 2016ajf.
Галактика является членом богатого скопления Abell 426, в котором наиболее яркими являются NGC 1272 и NGC 1275; в скопление входят также галактики NGC 1293 и NGC 1294, составляющие физическую пару. В любительский телескоп со средней апертурой при хороших условиях наблюдения можно увидеть более двух десятков членов этого скопления. Однако в этой области неба находится много неярких звёзд поля, которые могут маскировать небольшие галактики скопления. NGC 1278 на любительских астрофотографиях видна как эллиптическая галактика с ярким, вытянутым ядром и более тусклой внешней оболочкой, вытянутая в направлении восток-запад. В телескоп она выглядит как небольшое, концентрированное яркое пятнышко. Радиальная скорость: 6192 км/с. Расстояние: 276 млн световых лет. Диаметр: 113 тыс. световых лет.

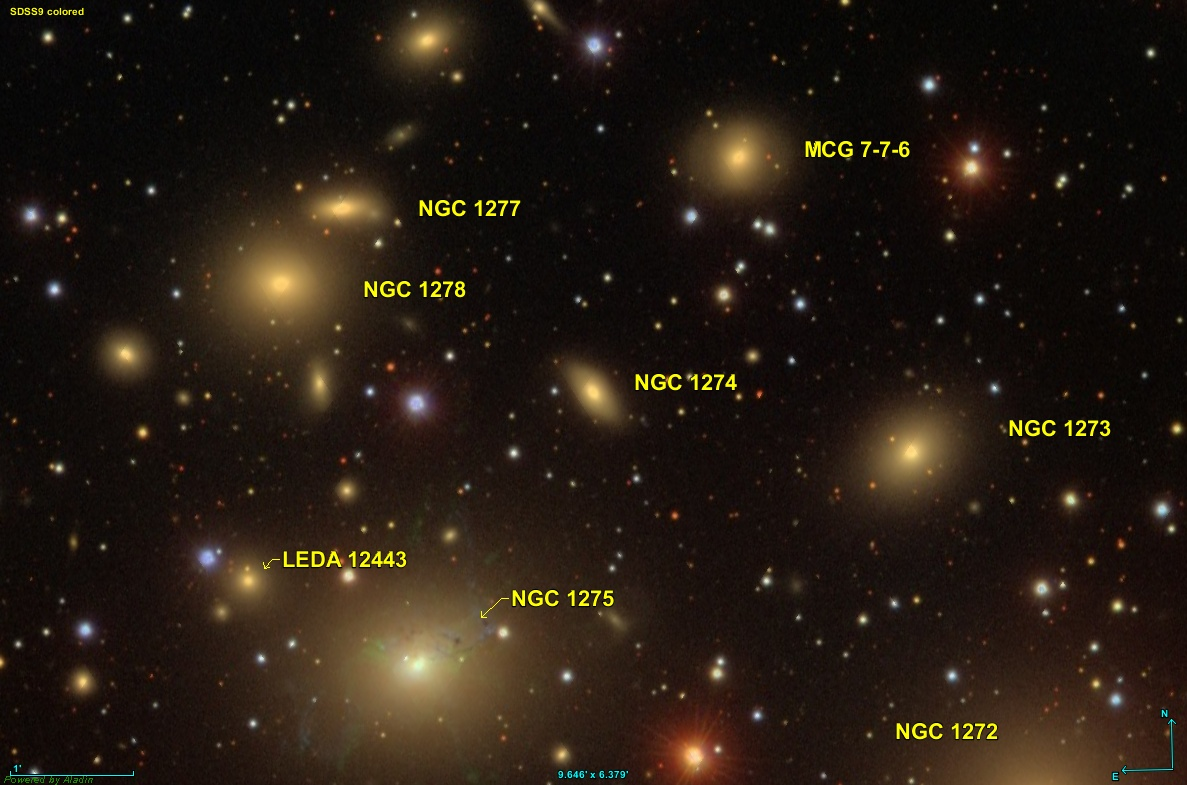
NGC 1274 в окружении соседей по скоплению Abell 426